# Senat (Jugoslawien)
Der Senat (Narodna Skupština) mit Sitz in Belgrad war das Oberhaus des Parlamentes des Königreichs Jugoslawien von 1931 bis 1941. Neben dem Senat bestand im bikameralen Parlament noch die Nationalversammlung als Oberhaus.

## Allgemeines
Die politische Lage in Jugoslawien war durch die Konflikte zwischen den Nationalitäten sehr instabil. Die Politik war von einer Vielzahl von Regierungswechseln und schwierigen Mehrheitsfindungen im Parlament geprägt. Am 6. Januar 1929 wurde das Parlament durch den König aufgelöst und eine Königsdiktatur errichtet. 1931 wurden wieder Parlamentswahlen durchgeführt. Die Parteien der einzelnen Nationalitäten blieben jedoch verboten und lediglich gesamtjugoslawische Parteien wurden zugelassen. Das Parlament war damit nicht mehr repräsentativ für die Bevölkerung.
Mit dem Königsputsch war die Veitstagsverfassung außer Kraft gesetzt worden. Die neue Verfassung vom 3. September 1931 ersetzte das bisherige Einkammerparlament durch ein Zweikammernsystem und führte den Senat neu ein.
Der Senat bestand aus Männern (Frauen hatten kein passives Wahlrecht) mit Mindestalter 40 Jahren (ab 1922: 30 Jahre). Eine weitere Voraussetzung für das passive Wahlrecht war die Beherrschung der serbokroatischen oder slowenischen Sprache in Wort und Schrift, was vor allem die Partizipation der deutschen und ungarischen, aber auch der albanischen Minderheit behinderte.
Die Hälfte der Senatoren wurde vom König ernannt, die andere Hälfte gewählt. Rechtsgrundlage war das Wahlgesetz vom 10. März 1931, das am 24. März 1933 neu gefasst wurde.

## Wahlen
| Wahlperiode | Wahltermin     | Legislaturperiode                   |
| ----------- | -------------- | ----------------------------------- |
| I.          | 3. Januar 1932 | 11. Januar 1932 bis 6. Februar 1935 |
| II.         | 1935           | 3. Juni 1935 bis 17. März 1938      |
| III.        | Januar 1939    | 16. Februar 1939 bis 1941           |

Mit der bedingungslosen Kapitulation Jugoslawiens am 17. April 1941 infolge des Balkanfeldzugs endete das Mandat des Senates.

## Senatoren
Unter den Senatoren waren auch zwei Vertreter der deutschen Minderheit. Als vom König ernannte Senatoren waren der evangelische Landesbischof Philipp Popp sowie der Germanist Georg Grassl Mitglied des Senats.